# Gary Friedrich
Gary Friedrich (/ˈfriːdrɪk/; 21 d'agost de 1943 - 29 d'agost de 2018) va ser un escriptor de còmics estatunidenc conegut per les seves Edat de Plata històries de Marvel Comics ' Sgt. Fury i, en l'era següent, per a la sèrie The Monster of Frankenstein i per co-crear el motorista sobrenatural Ghost Rider i l'heroi sobrenatural el Son of Satan.
Friedrich -sense cap relació amb el també escriptor de còmics Mike Friedrich- va ser el primer escriptor nou que va tenir èxit en la florent Marvel dels anys 60 després del company de Missourian Roy Thomas. Succeint Thomas a Sgt. Fury, Friedrich i l'equip artístic de Dick Ayers i John Severin van produir una sèrie de la Segona Guerra Mundial per als anys del Vietnam, combinant el companyerisme militarista i l’humor gung ho amb un sentiment de guerra lamentable com a últim recurs. El drama militar humanístic va destacar per les seves història semi-antològiques, com ara "The Medic " (El metge) i "The Deserter" (El desertor).
Friedrich va escriure una sèrie d'històries de superherois per a Marvel, Atlas/Seaboard Comics i Topps Comics, i finalment va deixar la indústria del còmic. El 2011, va perdre una demanda federal per una reclamació de propietat del personatge Ghost Rider, però el juliol de 2014, tres mesos després que un tribunal d'apel·lació va revocar aquesta decisió, les parts van dir que havien arribat a un acord.

## Primers anys de vida
Gary Friedrich va néixer el 21 d'agost de 1943, fill de Jerry i Elsie Friedrich. Va néixer i créixer a Jackson, Missouri, on es va graduar a la Jackson High School el 1961. Va ser editor del diari de secundària i membre de la banda de música. Quan era adolescent, era amic del futur escriptor i eventual director editorial de Marvel Comics Roy Thomas.
Friedrich va treballar en una botiga de discos a Cape Girardeau, Missouri després de l'escola secundària, i el febrer de 1964 va obtenir una feina als dos diaris setmanals de Jackson, que es combinaven en un únic dos cops per setmana. "Vaig treballar unes 80 hores setmanals per 50 dòlars", va recordar el 2001. "Vaig escriure, editar i distribuir tot el diari. Jo era tota la redacció sense cap ajuda. Em tornava boig". Friedrich s'havia casat l'any anterior i ja tenia un fill petit, però "no tenia temps per a res perquè treballava tot el maleït temps". El matrimoni es va trencar, "i fins i tot això no va ser un problema important durant un temps, perquè estava molt maleït i estava treballant, borratxo o les dues coses", va dir Friedrich, al·ludint a l'alcoholisme del qual va començar recuperant-se el "Cap d'Any de 1979".
Quan el diari va deixar de publicar-se a finals de l'estiu de 1965, Friedrich va començar a treballar en una fàbrica sindical de Cape Girardeau, instal·lant elements calefactors. Roy Thomas, ara escriptor de Marvel Comics a la ciutat de Nova York, va trucar al seu amic amb el suggeriment que podria existir treball independent en el mitjà recentment ressorgit. Friedrich va agafar un autobús Greyhound l'endemà i es va quedar amb Thomas i un amic fanàtic, Dave Kaler, a l'East Village de Manhattan. Poc després, Friedrich i Thomas van prendre un apartament a Bleecker Street, a Greenwich Village.
Va ser un moment de transició entre el moviment beat i l’ època hippie, quan el Village va florir com a meca creativa. "El poble era un lloc molt acollidor en aquell moment. Anàvem al teatre que s'havia de convertir en el Fillmore East; encara no es deia així, però començaven a tenir alguns concerts de rock, com Chuck Berry. ... Vaig començar a deixar-me créixer els cabells i convertir-me en un autèntic hippie de Nova York ", va recordar.

## Carrera als còmic
Després que Thomas va recomanar Friedrich a l'editor de Charlton Comics, Dick Giordano, Friedrich va començar a escriure còmics romàntics per a aquella editorial de baix pressupost. "Ho vaig fer amb un gran sentit de l'humor", va recordar Friedrich. Amb ajuda anònima i l'entrada de Thomas, Friedrich també va començar a escriure històries de superherois, començant amb el serial de suport "The Sentinels" (Els sentinelles) (amb el dibuixant i entintador Sam Grainger) a Peter Cannon... Thunderbolt nº 54 (octubre de 1966). Va escriure el serial durant dos números més abans de deixar-lo. Friedrich també va escriure els diàlegs en el debut i les tres històries següents del Blue Beetle, amb argument i dibuix de Steve Ditko, a Captain Atom nº 83-86 (novembre de 1966 - juny de 1967). La darrera història de Charlton coneguda de Friedrich va ser "If I Had Three Wishes", escrita per Ditko, a Ghostly Tales nº 60 (març de 1967).

### Còmics Marvel
En aquest moment Friedrich ja havia començat a escriure còmics de l'oest per a Marvel, inclosos els números de Kid Colt, Outlaw ; Two-Gun Kid; Rawhide Kid i la seva primera sèrie regular, el Western Ghost Rider, llançada amb el coargumentista Thomas, i publicant sis números, la majoria coguionitzats per Friedrich i el dibuixant de la sèrie Dick Ayers. Friedrich també va contribuir a la sèrie de paròdies Not Brand Echh. Va començar el Sgt. Fury amb el núm. 42 (maig de 1967) -coguionitzat, com el següent número, pel soci de Friedrich al còmic de l'oest i dibuixant a llapis del Sgt. Fury, Ayers. El següent número, un flashback de la primera missió dels Howlers, va ser guionitzat per Friedrich i Thomas.
Després d'aquest advers començament, va aparèixer la primera de diverses històries de Friedrich "The", "The War Lover" (nº 45, agost de 1967): una exploració ombrejada d'un soldat feliç i la línia traçada, fins i tot en guerra, entre matar i assassinar. Atrevit per l'època, quan el sentiment públic majoritari encara recolzava la guerra del Vietnam no declarada, la història equilibrava els problemes actuals alhora que demostrava que fins i tot en el que es coneix com "una guerra justa", preval una moral més gran. La seva història per al número 72 (novembre de 1969) va ser molt reescrita i parcialment redibuixada a causa de les preocupacions sobre una possible infracció dels drets d'autor de la pel·lícula Casablanca. Friedrich va continuar fins al número 83 (gener de 1971), amb la part final d'aquesta tirada amb números de reimpressió entre històries noves, i de nou per als números parells entre els números 94 i 114 (gener de 1972 - novembre de 1973). El número 100 (juliol de 1972) presentava una gala de reunió fictícia actual.
Friedrich també va posar en marxa la sèrie de 19 números de la Segona Guerra Mundial sobre la Marina dels Estats Units Capt. Savage and his Leatherneck Raiders (gener de 1968 - març de 1970; canviat a Captain Savage and his Battlefield Raiders amb el número 9); i la sèrie Combat Kelly and the Deadly Dozen de l'exèrcit dels Estatus Units de nou números de la II Guerra Mundial (juny de 1972 - setembre de 1973).
Friedrich es va instal·lar en el nínxol de l'escriptor d'utilitat. La seva primera sèrie regular de superherois per a Marvel va ser The Incredible Hulk vol. 2, per al qual va escriure un grapat de número a partir del nº 102 (data de portada abril de 1968, el primer número, seguint el serial de Hulk en el còmic de dos serials Tales to Astonish), així com l'annual de 1968 The Incredible Hulk Special nº 1. La sèrie, però, no el llançaria com a successor natural de Thomas en els títols insígnies de Marvel, en els que es va contractar posteriorment a Gerry Conway, Steve Englehart, Len Wein i Marv Wolfman. A Friedrich majoritàriament se li assignaria títols en transició o que s'enfrontaven a la cancel·lació, incloent, de manera diversa, [Uncanny] X-Men; Captain America; Captain Marvel; Daredevil; Nick Fury, agent of S.H.I.E.L.D. ; i el serial "Black Widow" a Amazing Adventures. També se li van donar molts personatges no superherois, com ara westerns com The Gunhawks i va co-crear Phantom Eagle amb Herb Trimpe.
Friedrich va ser el co-creador i escriptor inicial del dimoni de motocicletes de Marvel, Ghost Rider, i més tard es va associar amb el primer artista d'aquest personatge, Mike Ploog, a Marvel's Monster of Frankenstein, els cinc primers números del qual (gener-octubre 1973) contenia una adaptació relativament fidel de la novel·la de Mary Shelley. Com va escriure un crític del número 4: "Incomparable amb qualsevol altra cosa que hagués escrit a Marvel, el guió de Friedrich... havia arribat a un punt que captava perfectament les cadències del segle xix de la prosa de Shelley i va aixecar la tira molt per sobre de qualsevol passat o fins ara, futur intent d'adaptar el personatge als còmics". Friedrich va co-crear l'heroi sobrenatural el Son of Satan a Ghost Rider vol. 2 nº 1 (setembre de 1973). Friedrich va recordar el 2009 que l'editor en cap de Marvel, Stan Lee, "tenia una idea que volia un personatge anomenat Son of Satan (Fill de Satanàs). No tinc ni idea de per què ni d'on prové. Tot el que realment tenia era el nom i volia que creéssim un personatge basat en això. Suposo que li va aparèixer al cap. Va dir: "Vull un títol anomenat Son of Satan. Fes-ho!"
A mitjans de la dècada de 1970, també va escriure la majoria de les història del Captain Britain de set pàgines en el còmic setmanal homònim del personatge Marvel UK després de la marxa de l'escriptor original Chris Claremont.

### Altres treballs
L'obra de Friedrich per altres editors inclou l'escriptura per a les revistes-comics a la línia de blanc i negre de terror de Skywald. Per a aquesta empresa va crear Hell-Rider, un motociclista vigilant veteran del Vietnam amb una bicicleta equipada amb un llança-flames, en una sèrie homònima de dos números (de juliol-agost a setembre-octubre 1971). L'any següent, Friedrich va treballar amb Thomas en el Ghost Rider muntat en moto de manera similar.
A més, Friedrich va treballar com a autònom per a l'efímera Atlas/Seaboard Comics, on va escriure el còmic policíac Police Action nº 2-3 (abril i juny de 1975) i la història "Son of Dracula" a Fright nº 1 (juny de 1975), i va escriure l'única història del personatge Man-Monster, co-tramada per Tony Isabella i el dibuixant Rich Buckler, a Tales of Evil nº 3 (juliol de 1975). També va escriure el segon i últim número de The Cougar, el tercer i últim número de Morlock 2001, amb l'equip d'art format per Steve Ditko i Bernie Wrightson; el tercer i últim número de The Brute ; i el quart i últim número d' IronJaw (tot el juliol de 1975).

### Carrera posterior
Friedrich va deixar els còmics l'any 1978 i va tornar a Missouri, on finalment va passar molts anys com a xofer/missatger a la zona de St. Louis. El 1993, Friedrich va escriure Bombast nº 1 de Jack Kirby de Topps Comics (abril de 1993), on va tornar a fer equip amb l'argumentista Roy Thomas i els artistes de Sgt. Fury Dick Ayers i John Severin.

### Disputa per la propietat
A la dècada de 2000, Friedrich va expressar el desacord públic sobre la gènesi del Ghost Rider sobrenatural.
El 4 d'abril de 2007, Friedrich va presentar una demanda al Tribunal de Districte dels Estats Units del Districte Sud d'Illinois contra Marvel Enterprises, Sony Pictures, Columbia TriStar Motion Pictures, Relativity Media, Crystal Sky Pictures, Michael DeLuca Productions, Hasbro i Take-Two Interactive., al·legant que els seus drets d'autor sobre el personatge de Ghost Rider havien estat explotats i utilitzats en una "empresa conjunta i conspiració". La demanda afirmava que els drets de la pel·lícula i el marxandatge havien tornat de Marvel a ell el 2001. El cas va ser traslladat al Tribunal de Districte dels Estats Units per al Districte Sud de Nova York el 14 de febrer de 2008, i Friedrich va modificar la queixa el 25 de març de 2011.
La demanda va concloure el 28 de desembre de 2011, amb Marvel imposant-se en tots menys un. La jutge de districte nord-americana Katherine B. Forrest va dictaminar que Marvel Entertainment era la propietària del personatge, dient que Friedrich va renunciar a qualsevol reclamació de propietat quan va signar xecs que contenien una renuncia a tots els drets. Va dir que Friedrich també havia signat un acord de 1978 amb Marvel per renunciar als drets. Marvel va contrademandar amb les parts arribant a un acord en què Marvel va abandonar la demanda a canvi que Friedrich pagués 17.000 dòlars en danys i perjudicis, deixés de vendre articles de creació pròpia relacionats amb Ghost Rider i deixés de promocionar-se com a creador del personatge per obtenir beneficis econòmics. A Friedrich se li va permetre vendre el seu autògraf en mercaderies de Ghost Rider amb llicència oficial.
L'11 de juny de 2013, el jutge del Tribunal d'Apel·lacions del Segon Circuit, Denny Chin, va anul·lar la decisió original, qualificant el llenguatge del contracte d'"ambigu" i tornant el cas a judici. fixat per al novembre. El 6 de setembre, l'advocat de Friedrich va dir al tribunal que les dues parts "han acordat resoldre totes les reclamacions de manera amistosa".

## Vida personal
A partir de 2009, Friedrich vivia al comtat de Jefferson, Missouri amb la seva dona Jean i la seva filla, Leslie. Va morir el 29 d'agost de 2018 a St. Louis, Missouri. Havia patit la malaltia de Parkinson i una pèrdua auditiva gairebé total.

## Premis
- Sgt. Fury and his Howling Commandos, escrit per Friedrich començant amb el número 42 (de data de portada maig de 1967 i a la venda dos o tres mesos abans), va guanyar el premi Alley al millor títol de guerra el 1967 i el 1968.[33][34]
- Premi Inkpot 2007[35]
- Premi Bill Finger 2010[36]

## Llibres

### No ficció
- Brown, Len i Gary Friedrich, Encyclopedia of Rock & Roll (Tower Publications, 1970)
- Brown, Len i Gary Friedrich, Encyclopedia of Country and Western Music (Tower Publications, 1971)
- Brown, Len i Gary Friedrich, So You Think You Know About Rock and Roll (Tower Publications, 1972)

### Ficció
- Nashville Breakdown (Manor Books, 1977)